# David Mansfield
David Mansfield (* 13. September 1956 in Leonia, New Jersey) ist ein US-amerikanischer Komponist und Multiinstrumentalist. Mansfield spielt unter anderem Violine, Mandoline, Gitarre, Steelguitar, Mandocello, Viola, Cello und Orgel.

## Leben
Seine erste Band, in der auch zwei Söhne von Tony Bennett spielten, nannte er Quacky Duck and His Barnyard Friends.
1975 war er Mitglied von Bob Dylans Rolling Thunder Revue und blieb in Dylans Band bis zu dessen Welttournee 1978. 1976 gründete er mit T-Bone Burnett und Steven Soles The Alpha Band.
1986 war er Gründungsmitglied von Bruce Hornsby and the Range, verließ die Band aber vor ihrer ersten Tour.
Seit dem Ende von The Alpha Band arbeitete Mansfield als Studiomusiker unter anderem für Bob Dylan, T-Bone Burnett, Johnny Cash, Nanci Griffith, Roger McGuinn, Sam Phillips, Mark Heard, The Roches, Edie Brickell, Spinal Tap, Lucinda Williams, Dwight Yoakam.
1980 war Mansfield zunächst nur als Schauspieler für eine Nebenrolle in Michael Ciminos Film Heaven’s Gate vorgesehen, komponierte aber schließlich auch noch seine erste Filmmusik.

## Filmografie (als Musiker/Auswahl)
- 1980: Heaven’s Gate
- 1985: Im Jahr des Drachen (Year of the Dragon)
- 1986: Club Paradise
- 1986: Die Maus und das Motorrad (The Mouse and the Motorcycle)
- 1987: Homeland – Gewalt im Untergrund (Into the Homeland)
- 1987: Der Sizilianer (The Sicilian)
- 1989: Miss Firecracker
- 1989: Geschichten aus der Gruft (Tales from the Crypt)
- 1990: 24 Stunden in seiner Gewalt (Desperate Hours)
- 1991: Eine zeitlose Liebe (Late for Dinner)
- 1992: Ich und Veronika (Me and Veronica)
- 1993: Tribeca (Fernsehserie)
- 1993: Little Jo – Eine Frau unter Wölfen (The Ballad of Little Jo)
- 1994: Zu viel Liebe – Davids Mutter (David’s Mother)
- 1994: The Outlaws: Legend of O.B. Taggart
- 1995: Verliebt in einen Frauenschänder? (The Stranger Beside Me)
- 1995: Endstation Sehnsucht (A Streetcar Named Desire)
- 1995: Gefährliche Affäre (A Dangerous Affair)
- 1995: Truman – Der Mann, der Geschichte schrieb (Truman)
- 1996: Kindesraub – Die Entführer wohnen nebenan (The People Next Door)
- 1996: Profundo Carmesí
- 1996: Traum vom Glück (Radiant City)
- 1996: Frage nicht nach Morgen (Suddenly)
- 1997: Advokat des Teufels (The Advocate’s Devil)
- 1997: Apostel! (The Apostle)
- 1997: Road Ends
- 1998: Dark Harbor – Der Fremde am Weg (Dark Harbor)
- 1998: El Evangelio de las Maravillas
- 1998: Du wirst um Gnade betteln (Outrage)
- 1999: Keine Post für den Oberst (El Coronel No Tiene Quien le Escriba)
- 1999: Floating
- 1999: Tumbleweeds
- 2000: Así es la Vida
- 2000: A Good Baby
- 2000: Ropewalk
- 2000: Songcatcher
- 2001: Ungewöhnlicher Fall (What Makes a Family)
- 2002: Die göttlichen Geheimnisse der Ya-Ya-Schwestern (Divine Secrets of the Ya-Ya Sisterhood)
- 2002: Lass Dir was einfallen! (Get a Clue)
- 2003: Comfort and Joy
- 2003: Flora’s Garment Bursting Into Bloom
- 2004: Die Frauen von Stepford (The Stepford Wives)
- 2005: Transamerica
- 2006: Stephanie Daley
- 2006: Carnaval De Sodoma
- 2006: Broken Trail (Fernsehminiserie)
- 2006: Diggers
- 2007: Then She Found Me
- 2008: The Guitar
- 2009: Bonecrusher
- 2011: Certainty
- 2011: The Reasons of the Heart
- 2013: The Last Keepers
- 2015: Left on Purpose
- 2016: Sophie and the Rising Sun
- 2019: Bill Traylor: Chasing Ghosts (Dokumentarfilm)
- 2019: Devil Between the Legs

## Filmografie (als Schauspieler)
- 1976: Renaldo und Clara
- 1980: Das Tor zum Himmel (Heaven’s Gate)